# Bolek Zoltán
Bolek Zoltán (Tiszalök, 1959. november 12. –) Mihályfa és Kisvásárhely zalai kisközségek volt körjegyzője, a Magyar Iszlám Közösség elnöke, a Magyar iszlám története című könyv szerzője.

## Életpályája
Kisnemesi eredetű családba született 1959-ben Tiszalökön. 1978-ban érettségizett. 1981 és 1990 között villanyszerelőként, majd házmesterként fizikai munkát végzett, 1992-től a terézvárosi polgárőrség vezetője volt. Itt 1993-ban országos harmadik helyezést ért el az általa vezetett szervezet az ORFK által kiírt verseny pályázaton. Az Országos Polgárőr Szövetség Budapesti Szervezetének (Bizottsága) elnöke volt egy évig, majd a kerületben, illetve a fővárosban gyermek- és ifjúságvédelemmel, drogprevencióval is foglalkozott. Antidrog diszkókat, koncerteket is szervezett, elnöke volt a Terézváros Közrendjéért Alapítványnak is.
1979-ben izgatás miatt politikai eljárás indult ellene, a SZSZM rendőrségen. Saját elmondása alapján elverték a rendőrök. 5 évre eltiltották a közügyektől. Jelenleg Magyarországon ő az egyetlen muszlim, aki politikai elítélt volt. Megjegyzendő, hogy apja 56-os katonatisztként Hűség a Hazáért érdemrend jelöltje, nagyapja kulákként internálva volt.[forrás?]
1992–1996 között a délszláv háborúban folyamatosan szervezte a gyógyszer-élelmiszer segélyeket Boszniába és Horvátországba az ottaniak megsegítésére. 1995-ben a Bosznia-hercegovinai Föderáció köszönőlevéllel jutalmazta meg az öt kamionnyi élelmiszersegélyt. Segélyeket szervezett többek között Irakba (2003), Indonéziába (2005), Pakisztánba (2005, 2010), Szudánba (2004-2007), Szíriába (2007), a Gázai övezetbe (2009), Líbiába (a felkelőknek, 2011), a törökországi földrengés áldozatainak megsegítésére (2023). 2020 óta kiemelten folytatja szülővárosának, Tiszalök rászorultjainak megsegítését.
2002-ben parlamenti képviselőjelölt volt, a megfelelő számú ajánlócédulák begyűjtésével. Ugyanebben az évben Pest megye „kislistás” helyi képviselőjelöltjeként is szerepelt.
1997-ben szerzett diplomát az Államigazgatási Főiskolán. Előbb Pándon kapott jegyzői állást, később Monoron élt és dolgozott. 2007–2010 között volt Mihályfa és Kisvásárhely körjegyzője. Körjegyzőségi működése alatt, tevékeny közreműködése miatt 2008-ban Kisvásárhely község közössége Podmaniczky-díjat kapott. Sikeres államigazgatási szakvizsgát tett le ugyanebben az évben. (A falu zsidótemetőjének kitakarításáért, melyet Bolek, Reicz Jánosnéval, a település polgármesterével levezényelt.)
2010-ben Zala Megye Címere Emlékplakettet kapott a Zala Megyei Közgyűlés elnökétől kiemelkedő karitatív és közéleti tevékenységéért. 2010. augusztus 15-én vehette át harmadikként a „Nagypáli díszpolgára” címet a község képviselő-testületétől. Ezzel a hároméves munkáját szerették volna megköszönni, melyet többek között a faluért is végzett. 2017-ben történészi részképzést fejezett be a Debreceni Egyetem Bölcsésztudományi Karán, majd ugyanebben az évben sikeresen felvételizett ugyanide mesterképzésre, történelem szakra, amit jeles eredménnyel végzett el. Szakdolgozatának címe: Muszlim katonák az Osztrák-Magyar  Monarchiában. Doktorandusz-hallgató volt két évig a Debreceni Egyetemen. 2022-től a Nemzeti Közszolgálati Egyetem Hadtudományi Doktori Iskolában folytatja a doktori képzést. 2023-ban sikeres komplex vizsgát tett a Pécsi Tudomány Egyetem Földtudományi Doktori Iskolában. Fő kutatási területe a XIX.-XX. század, benne bosnyák katonáink története és az első világháború, az Oszmán-K. u. K. együttműködés.

## Vallási vezetőként
Az 1970-es években tért át az iszlám hitre, többek között Germanus Gyula írásainak hatására. 1996-ban Mihálffy Balázs, a Közösség alapítója és a Korán fordítója ellenében választották meg először a Magyar Iszlám Közösség elnökének. Rövid megszakítás után másodjára is a Közösség elnöke lett. Mint vallási vezető aktívan dolgozik az iszlám népszerűsítése, a muszlimok emberi jogainak védelme, a börtönmisszió és a nemzetközi segélyprogramok koordinálása terén, valamint hazai szociális segélyezésekben.
1996 végén a Magyar Iszlám Közösség részére mecsetet alapított, mely ma is működik a Budapest XIII. kerület, Róbert Károly krt. 104. szám alatt. Vezetése alatt alapított elsőként Győrben mecsetet a Magyar Iszlám Közösség. 2015 februárjában mecsetet alapítottak Debrecenben, a felújítást soha nem ő végezte. A debreceni dzsámiról soha nem gondoskodik, hanem mindent megtesz, hogy zárva tartsa.. Szeretetszolgálatot alapított 2010-ben, mely a hazai rászorultakon igyekszik segíteni. 2017 januárjában az általa vezetett Közösség, munkatársaival együtt épületet vásárolt Zuglóban, a Paskál utca 60. szám alatt, egy volt wellness-központot, melyet átalakítottak Iszlám Kulturális Központtá.

## Művei
- Kábítószerek (1993)
- A magyar iszlám története; szerzői, Monor, 2003
- A Magyar Iszlám Közösségről. Iszlámvallási összefoglaló; s.n., s.l,, 2003
- Iszlám enciklopédia; Magyar Iszlám Közösség, 2005, ISBN 963-060711-5
- Iszlám enciklopédia; 2. jav., átdolg., bőv. kiad.; Magyar Iszlám Közösség, Budapest, 2012
- Üzenetek a Kegyes Koránból (Magyar Iszlám Közösség, 2010, ISBN 978-963-08-0517-9)
- Az utolsó dzsihád. Muszlimokkal az első világháborúban; Magyar Iszlám Közösség, Budapest, 2014 ISBN 978-963-89967-3-2
- A próféta feleségei. A hívők anyjai; Magyar Iszlám Közösség, Budapest, 2014 (Magyar medresze könyvek)
- Az Ottomán Birodalom, XIX-XX. század; Magyar Iszlám Közösség, 2015 ISBN 978-963-89967-6-3
- A Monarchia muszlimjai avagy Elfelejtett muszlim háborús hőseink; Magyar Iszlám Közösség, Budapest, 2016 ISBN 9789638996770
- Az Oszmán Birodalommal a nagy háborúban; Magyar Iszlám Közösség, Budapest, 2019 ISBN 978-963-89967-8-7
- Az utolsó dzsihád. Muszlimokkal az első világháborúban; 2. jav., bőv. kiad.; Magyar Iszlám Közösség, Budapest, 2020
- Több iszlámról szóló művet fordított le német nyelvről magyarra
- Vallások c. könyv iszlám részének lektorálása
- Több iszlámról szóló kiadvány szakértője